# Mantispa coomani
Mantispa coomani är en insektsart som först beskrevs av Navás 1930.  Mantispa coomani ingår i släktet Mantispa och familjen fångsländor. Inga underarter finns listade i Catalogue of Life.